# 벤델린 베르너
벤델린 베르너(독일어: Wendelin Werner, 프랑스어: Wendelin Werner 방들랭 베르네르[*], 1968년 9월 23일 ~ )는 무작위 걸음, 슈람-뢰브너 진화 등과 통계학, 수리물리학 분야에서 활동하는 프랑스의 수학자이다. 2006년 스페인 마드리드에서 있었던 25회 세계 수학자 대회에서 필즈상을 수상하였다. 그는 현재 파리 11 대학(남 파리 대학 Orsay)에서 수학 교수로 재직중이다.

## 생애
베르너는 서독에서 태어났으나, 1977년에 국적을 프랑스로 바꾸었다. 1985년 소고등학교를 졸업하고1987년부터 1991년까지 파리의 고등사범학교(École Normale Supérieure)에서 수학하였고, 1993년에 파리 6 대학(피에르와 마리 퀴리 대학)에서 장-프랑스와 르갈의 지도아래에서 박사학위를 받았다. 1991~1997년에는 프랑스 국립과학센터에서 연구원으로 있었다.

## 학력
- ~1985년: 오슈 고등학교 (졸업)
- ~1991년: 에콜 노르말 쉬페리외르 (석사)
- ~1993년: 파리 제6대학교 (박사)

## 업적
베르너는 뢰브너 전개, 2차원 브라운 운동의 기하학과 등각장론에 기여하면서 필즈상을 수상했다. 베르너는 오쿤코프와 함께 필즈상을 받은 최초의 확률론 연구자인데, 그가 확률 이론과 복소해석학을 결합해 새롭게 도입한 아이디어는 물리학의 상전이 현상 등의 이해를 증진시킨 것으로 평가받는다.
베르너는 필즈상 수상 직후 인터뷰에서 자신의 업적을 다음과 같이 설명하고 있다.
| “ | 가위를 들고 종이를 무작위로 잘라 보세요. 어떤 모양일까요? 먼저 ‘무작위로’가 무엇을 뜻하는지 이해해야 합니다. 가능한 정의들이 무궁무진하게 있으니까요. 이런 유의 문제를 연구하는 동기 중 하나는 물리학에서 옵니다. 물리적 계에서 온도를 변화시키면 특정한 온도에서 거시적 성질이 급격히 변화합니다. 액체가 기체가 되고, 철이 자력을 잃는다던가 하는 것이죠. 물리적 계가 이 임계 온도에 정확히 위치하면, 거시적 성질들은 무작위적인 속성을 가질 수 있습니다. 예를 들어, 평면 위에 존재하는 계의 경우 두 개의 상이 공존하며, 그 경계는 마치 앞에서 말한 가위로 자른 조각처럼 임의의 형태를 가지게 됩니다. Take scissors and cut completely at random a shape in a piece of paper. What can you say about this shape? Part of the question is to make sense of notion "completely at random" because there are infinitely many possibilities. One motivation to study this type of question comes from physics: If you consider a physical system and raise its temperature, then at certain values of the temperature, there occurs sudden change of its macroscopic behaviour: Liquid becomes vapour, iron looses its spontaneous magnetisation etc. It has been observed empirically that when a system is exactly at such a "critical" temperature, it can exhibit random macroscopic features. For instance, if the system is planar, then the two phases may coexist and the lines separating the regions corresponding to each of the phases are then random loops, just as those cut out by scissors. | ” |